# Поляковиці
Поляковиці (пол. Polakowice) — село в Польщі, у гміні Журавіна Вроцлавського повіту Нижньосілезького воєводства.
Населення — 215 осіб (2011).
У 1975-1998 роках село належало до Вроцлавського воєводства.

## Демографія
Демографічна структура станом на 31 березня 2011 року:
|          | Загалом | Допрацездатний вік | Працездатний вік | Постпрацездатний вік |
| -------- | ------- | ------------------ | ---------------- | -------------------- |
| Чоловіки | 107     | 29                 | 69               | 9                    |
| Жінки    | 108     | 20                 | 63               | 25                   |
| Разом    | 215     | 49                 | 132              | 34                   |